# Lexus NX
Lexus NX — компактный кроссовер премиум класса, представленный как концепт Lexus LF-NX в 2014 году в автосалоне Пекине. Было показано три модификации автомобиля — Lexus NX 200, турбированный вариант — Lexus NX 200t и гибридная версия — Lexus NX 300h. Построен на модернизированной платформе Toyota RAV4.
Lexus позиционирует новинку как городской кроссовер для активных людей. Как заявляют представители компании, NX рассчитан на молодого, преуспевающего покупателя. Выпуск автомобиля начался в Японии в августе 2014 года. Кроссовер появился в продаже осенью 2014 года.

## Оснащение
Силовая установка версии NX 300h представляет собой тандем 2,5-литрового ДВС и электромотора. Она используется на других моделях марки (седанах ES, GS, IS и купе RC). Для нового кроссовера суммарная мощность гибридной системы составит 145 кВт (197 л. с.).
Двигатель версии NX 200t представляет собой первый турбомотор бренда Lexus. Он получил название 8AR-FTS — 4-цилиндровый бензиновый двигатель объёмом 1 998 см³. Как уверяет Lexus, двигатель отличается уникальной комбинацией технических решений — он оснащается встроенным в головку блока цилиндров выпускным коллектором с водяным охлаждением и турбокомпрессором с двойной улиткой (твин-скролл). Среди новых технологий также названы прямой впрыск D-4ST, доработанный для использования в турбодвигателях, и система изменения фаз газораспределения VVT-iW, которая при необходимости продлевает фазу впуска и тем самым обеспечивает работу ДВС по циклу Аткинсона.
Двигатель работает в паре с 6-ступенчатой автоматической трансмиссией, адаптированной для NX. Максимальная мощность составляет 175 кВт (238 л. с.) при 4800-5600 об/мин, а максимальный крутящий момент равен 350 Нм при 1650-4000 об/мин.
Версия NX 200 будет предлагаться с передним и полным приводом. NX 200t и NX 300h будут доступны только с полным приводом, однако на гибридном варианте он будет электрический (E-Four — задняя ось работает только от электромотора).
Также будет предлагаться пакет F Sport который включает в себя «агрессивный» обвес кузова, иная решетка радиатора, другие колёсные диски из алюминиевого сплава, выкрашенные в чёрный цвет боковые зеркала заднего вида, а также спортивные акценты в интерьере р и особые амортизаторы.

## Безопасность
| Euro NCAP                                                 | Euro NCAP | Euro NCAP | Euro NCAP             |
| --------------------------------------------------------- | --------- | --------- | --------------------- |
| · общий рейтинг                                           |           |           |                       |
| 82%                                                       | 82%       | 69%       | 71%                   |
| взрослый пассажир                                         | ребёнок   | пешеход   | активная безопасность |
| Протестированная модель: Lexus NX 300h "Executive" (2014) |           |           |                       |

## Галерея

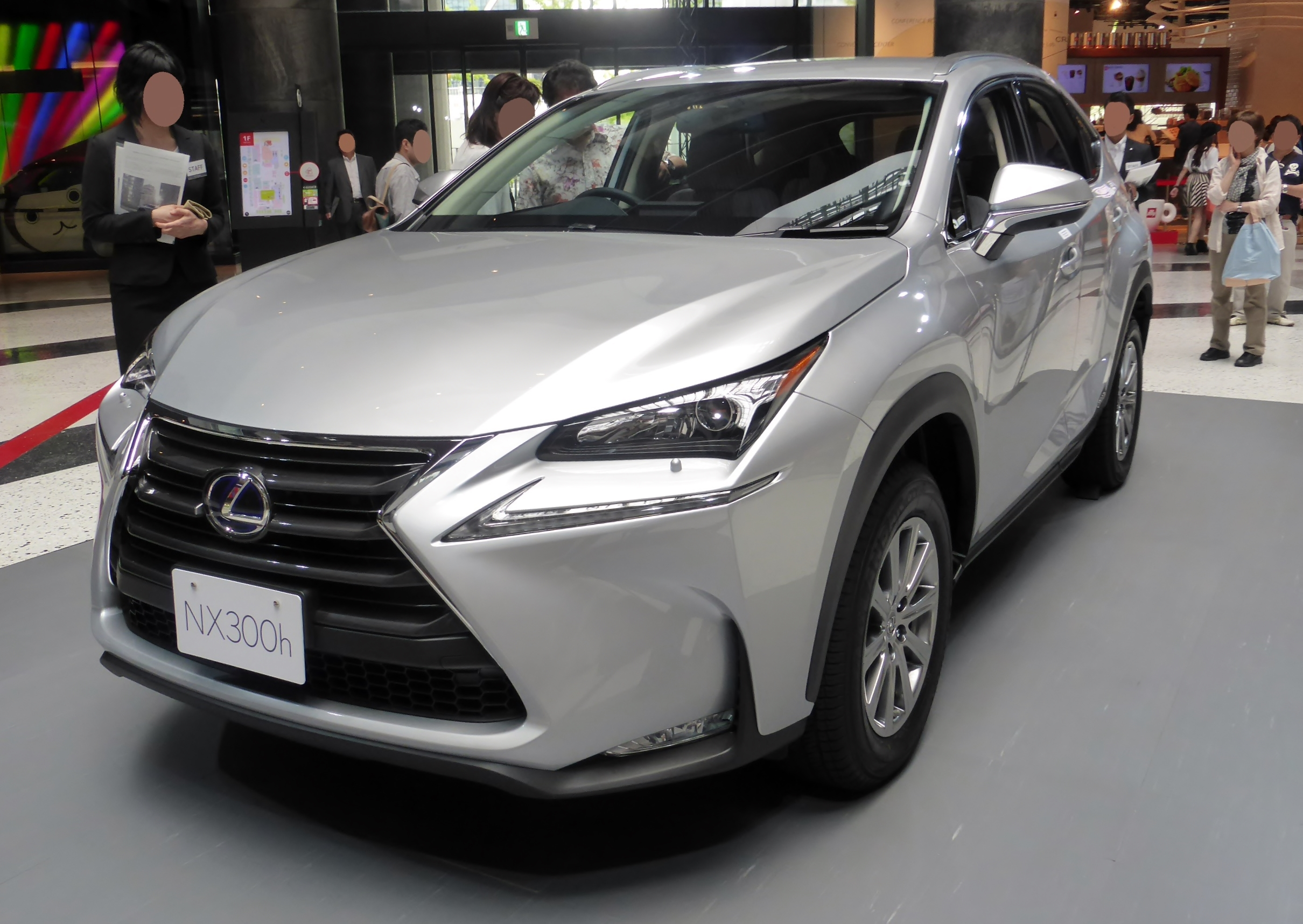
Прототип
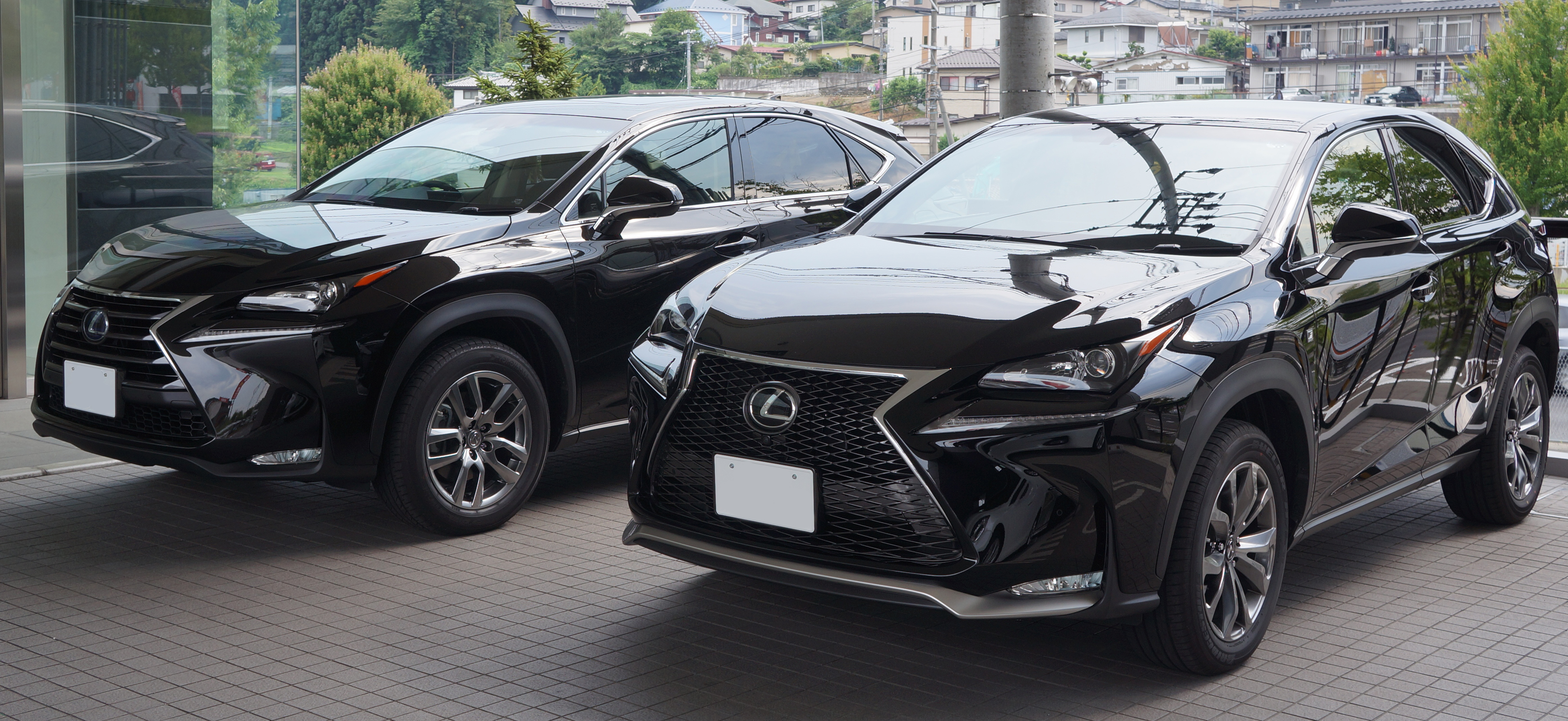
Lexus NX300h и NX300 F-Sport
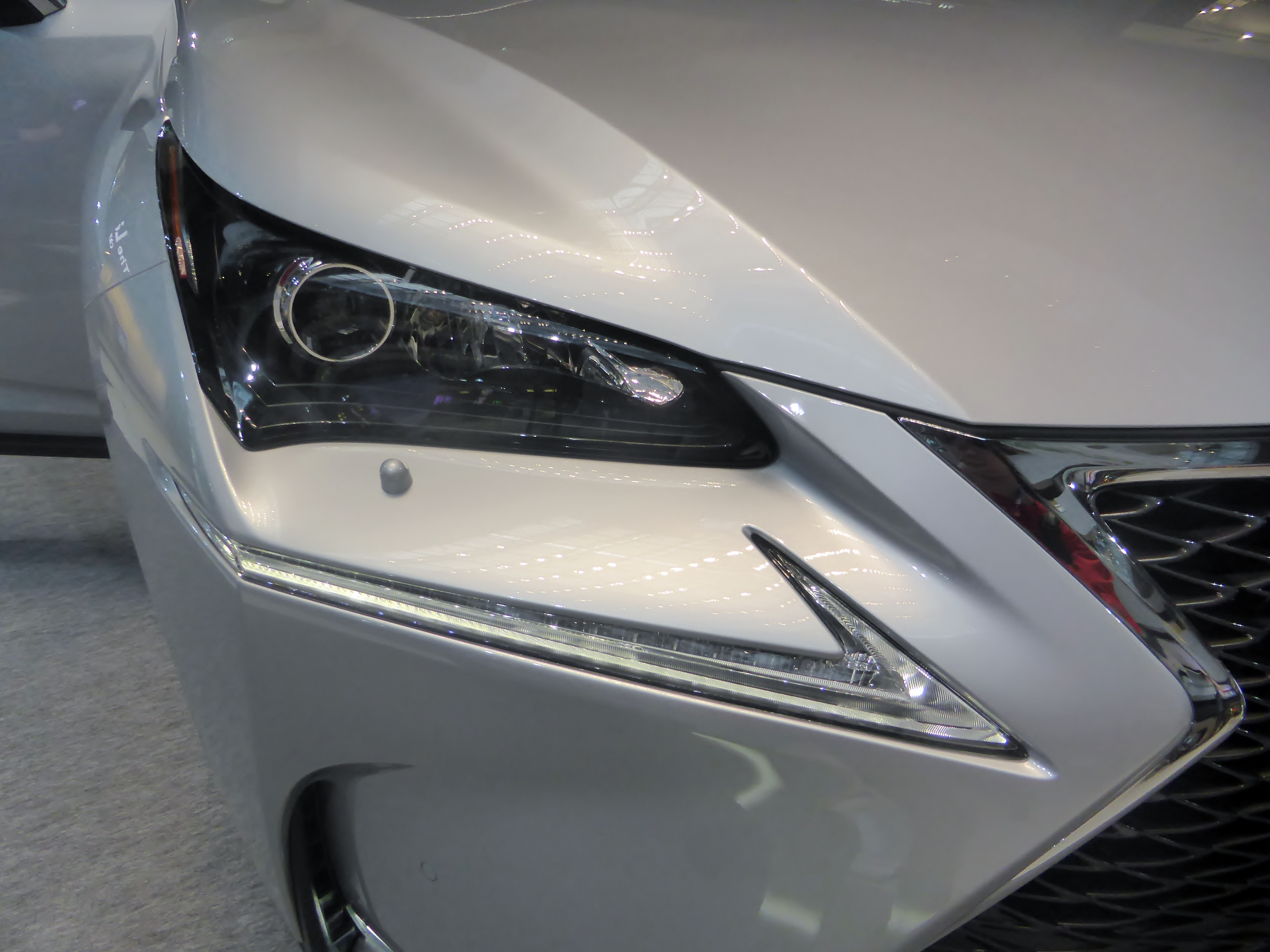
Оптика
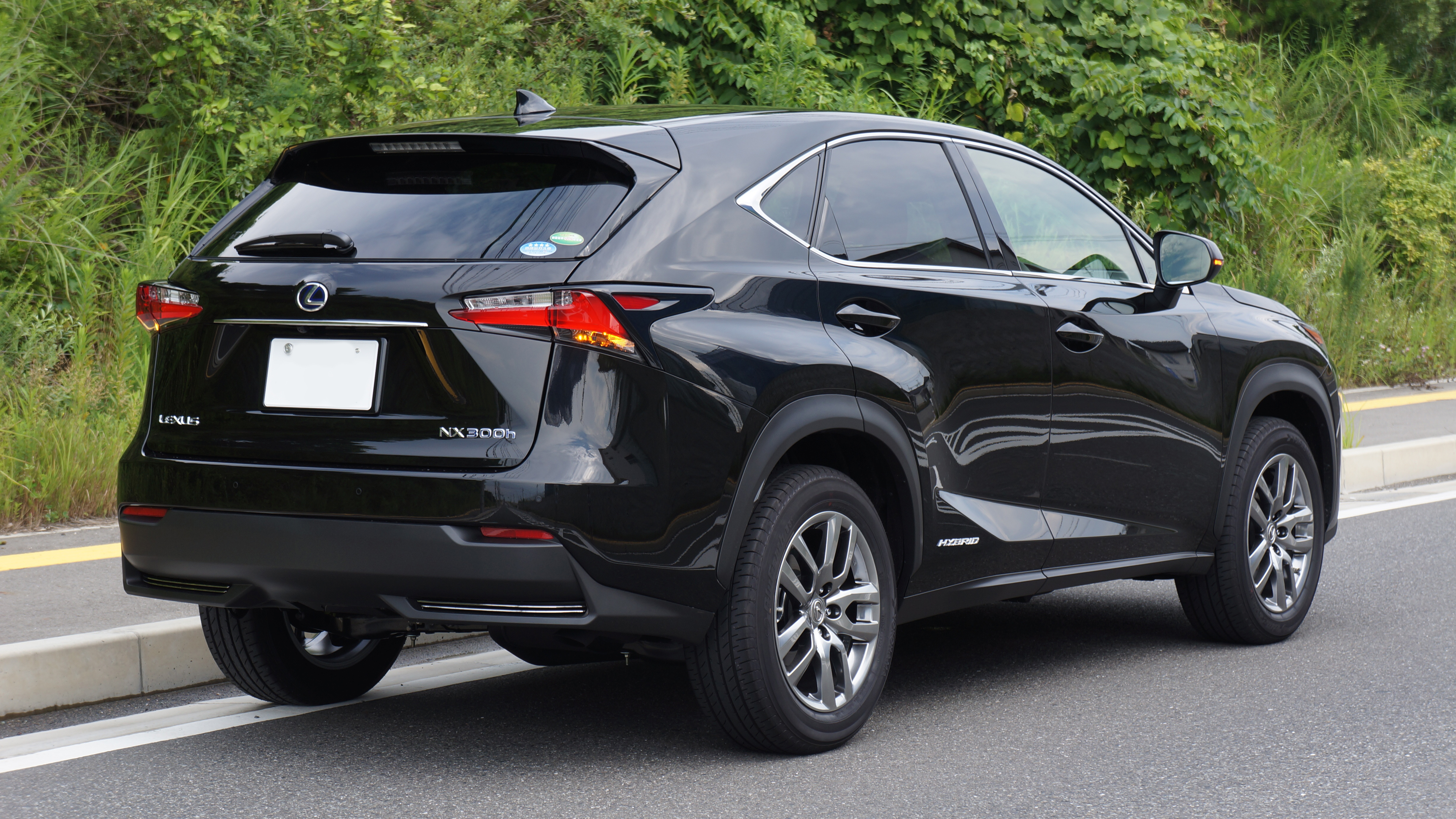
Вид сзади
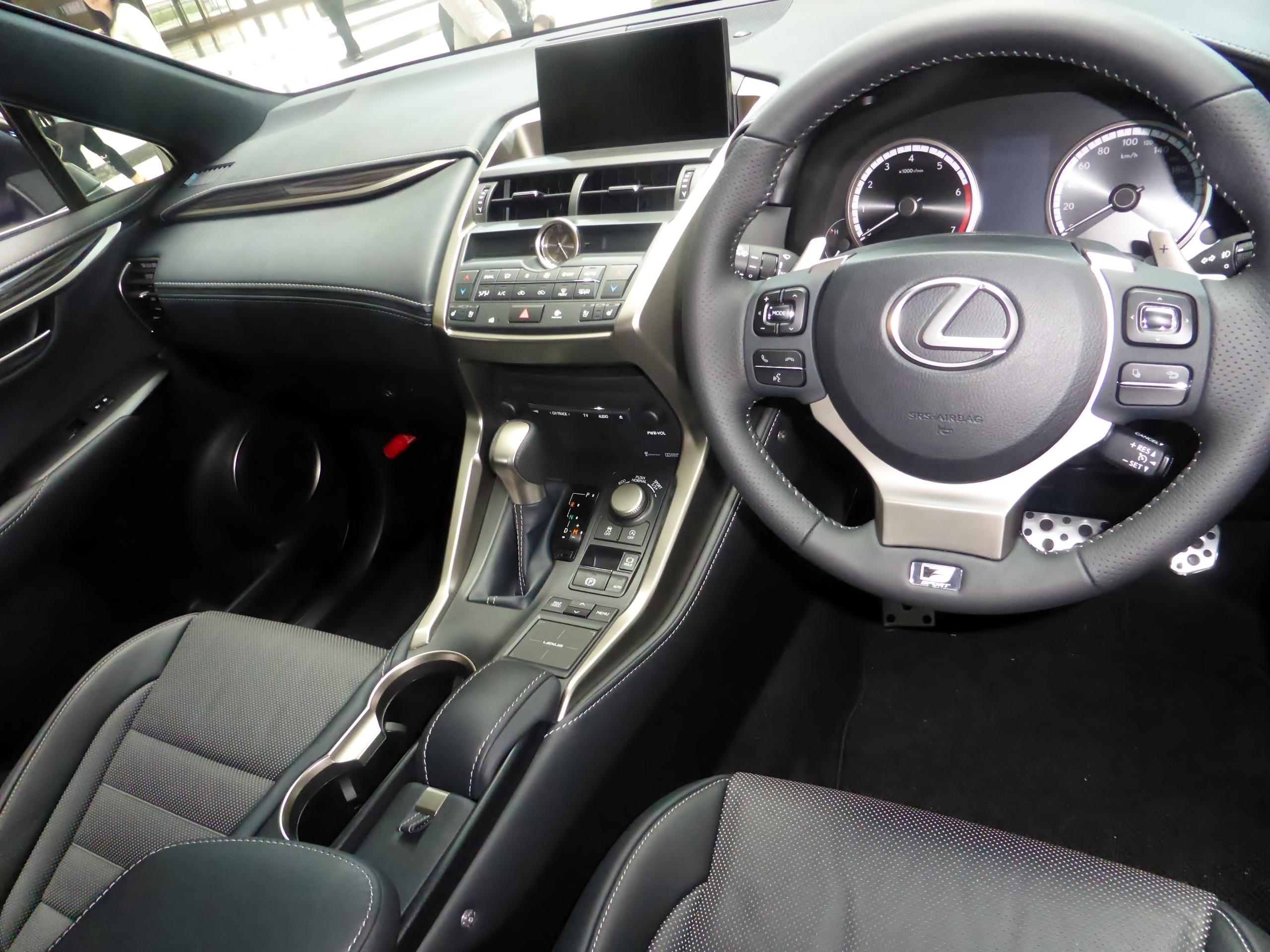
Интерьер
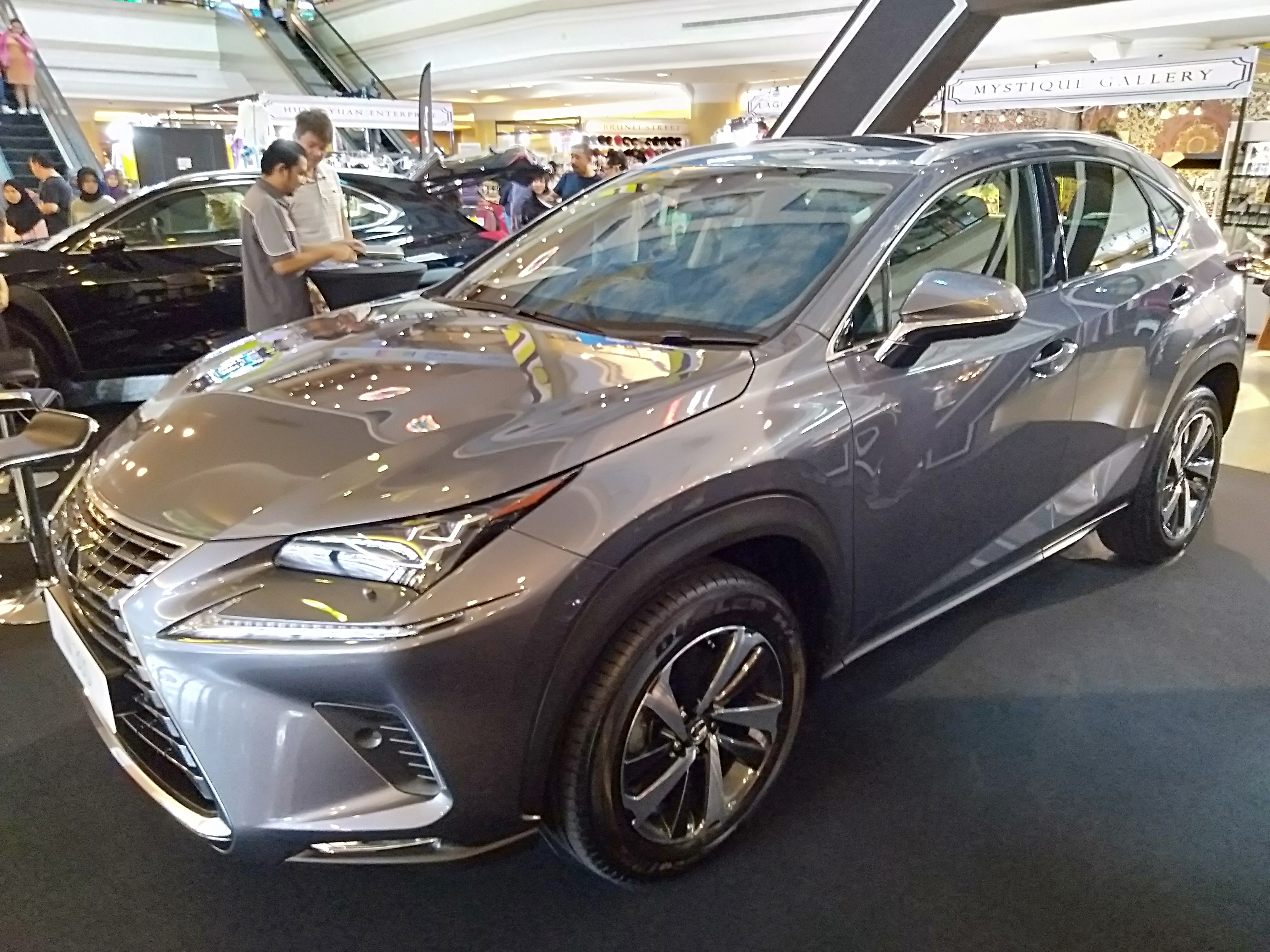
Lexus NX после рестайлинга